# بيف جونز
بيف جونز (بالإنجليزية: Biff Jones)‏ هو مدير فني أمريكي، ولد في 8 أكتوبر 1895 في واشنطن العاصمة في الولايات المتحدة، وتوفي في 12 يناير 1980.